# John Hoben
John Grey Hoben, ameriški veslač, * 1884, † 15. julij 1915.
Hoben je za ZDA nastopil na Poletnih olimpijskih igrah 1904 v St. Louisu, kjer je nastopal v disciplini dvojni dvojec in osvojil srebrno medaljo.